# Merionoedina angolensis
Merionoedina angolensis är en skalbaggsart som beskrevs av Jean François Villiers 1968. Merionoedina angolensis ingår i släktet Merionoedina och familjen långhorningar.
Artens utbredningsområde är Angola. Inga underarter finns listade i Catalogue of Life.